# Rowlandius florenciae
Rowlandius florenciae är en spindeldjursart som beskrevs av Rolando Teruel 2003. Rowlandius florenciae ingår i släktet Rowlandius och familjen Hubbardiidae. Inga underarter finns listade i Catalogue of Life.